# Вурманкаси (Козловський район)
Вурманка́си (рос. Вурманкасы, чув. Вăрманкас) — присілок у складі Козловського району Чувашії, Росія. Входить до складу Ємьоткінського сільського поселення.
Населення — 35 осіб (2010; 65 у 2002).
Національний склад:
- чуваші — 98 %